# José Segú
José Segú Soriano (La Garriga, 8 de marzo de 1935-La Garriga, 25 de julio de 2010) fue un ciclista español, profesional entre 1956 y 1966. Sus mayores éxitos deportivos los obtuvo en Vuelta ciclista a España donde obtuvo dos triunfos de etapa y donde llegaría a clasificarse segundo en la clasificación general final en la edición de 1959.

## Palmarés
| 1953 - Trofeo Jaumendreu 1955 - 1 etapa de la Vuelta a Levante 1958 - 1 etapa de la Volta a Cataluña - Campeón de España por Regiones 1959 - 1 etapa de la Dauphiné Libéré - 1 etapa de la Volta a Cataluña - 2.º en la Vuelta a España 1960 - G. P. Ayuntamiento de Bilbao - 1 etapa en la Volta a Cataluña 1961 - 1 etapa de la Volta a Cataluña - Campeón de España por Regiones | 1962 - 1 etapa en la Vuelta a España, más la Clasificación de las metas volantes - 4 etapas en la Vuelta a Andalucía - G. P. Pascuas 1963 - 1 etapa en la Vuelta a España, más la Clasificación de las metas volantes - 1 etapa de la Vuelta a la Rioja - 1 etapa del Gran Premio de Midi Libre 1965 - Vuelta a Andalucía, más 1 etapa - Vuelta a Guatemala, más 1 etapa - Clasificación de las metas volantes de la Vuelta a España |

## Resultados en Grandes Vueltas
Durante su carrera deportiva ha conseguido los siguientes puestos en las Grandes Vueltas:
| Carrera         | 1954 | 1955 | 1956 | 1957 | 1958 | 1959 | 1960 | 1961 | 1962 | 1963 | 1964 | 1965 | 1966 |
| --------------- | ---- | ---- | ---- | ---- | ---- | ---- | ---- | ---- | ---- | ---- | ---- | ---- | ---- |
| Giro de Italia  | -    | -    | -    | -    | -    | -    | -    | -    | -    | -    | -    | -    | -    |
| Tour de Francia | -    | -    | -    | -    | -    | -    | -    | -    | -    | -    | 27º  | -    | -    |
| Vuelta a España | X    | -    | -    | -    | 42.º | 2º   | 20º  | -    | 22º  | 31.º | -    | 27º  | -    |
| Mundial en Ruta | -    | -    | -    | -    | -    | -    | -    | -    | -    | -    | -    | -    | -    |